# What Happened Here?
What Happened Here? je americký dokumentární film z roku 2011. Film natočil režisér Rob Nilsson podle vlastní scénáře a měl premiéru dne 1. února 2012. Předmětem snímku je revolucionář a marxistický teoretik Lev Davidovič Trockij; Nilssona k natočení filmu inspirovala jeho autobiografická kniha. Film začal vznikat již v létě roku 2009, kdy režisér osobně navštívil oblasti, kde Trockij žil. Zde vznikly rozhovory s místními farmáři, kteří vyprávěli o Trockim. Režisér se prostřednictvím filmu snaží pochopit kořeny pro vznik Trockého filosofie. Film byl představen v říjnu 2011 na festivalu Mill Valley Film Festival.